# USS North Carolina (BB-52)
USS North Carolina (BB-52) był pancernikiem typu South Dakota, trzecim okrętem noszącym nazwę pochodzącą od stanu Karolina Północna. Jego stępka została położona 12 stycznia 1920 w Norfolk Naval Shipyard. Budowa została wstrzymana 8 lutego 1922 (w tym momencie okręt był zbudowany w 36,7 procentach), a anulowana 17 sierpnia 1923 zgodnie z uzgodnieniami traktatu waszyngtońskiego. Został skreślony z rejestru floty 10 listopada 1923, a jego nieskończony kadłub został sprzedany 25 października 1923 z przeznaczeniem złomowania na pochylni.